# Отряд с фантастической миссией
«Отряд с фантастической миссией» (кит. 迷你特攻隊,  пиньинь Min ne te gong-dui, англ. Fantasy Mission Force) — совместный гонконгский-тайваньский фильм Чжу Яньпина. Также известен под названиями Особое задание и Фантастический отряд.

## Сюжет
Вторая мировая война. Японцы нападают на военный лагерь союзников (в кадре можно увидеть карту, по которой можно понять, что действие происходит в Канаде) и похищают четырёх союзных генералов. Лейтенанту Тан Вэню (Джимми Ван) поручают организовать отряд наёмников и найти генералов.
Лейтенант собирает отряд из авантюристов-неудачников. Группа включает в себя солдата, носящего килт, Бродягу, тюремного беглеца — специалиста по взрывчатому делу и мошенника Билли, в последний момент к отряду присоединяется бывшая девушка Билли — Лэй Ли (Бриджит Линь).
Во время пути за отрядом увязались два мошенника — Са Ми (Джеки Чан) и Эмили (Чжан Лин), которые уверены, что отряд приведёт их к месту, где японцы прячут деньги. Внезапно на отряд устраивают засаду, в результате которой был убит Тан Вэнь, а другие участники миссии попали в плен к амазонкам. Сбежав из плена, они проводят ночь в доме с привидениями, вампирами и прочей нечистью. Когда все эти сверхъестественные существа уже хотели казнить героев, на помощь приходит Лэй Ли. Участники отряда опять сбегают и продолжают свою миссию.
В итоге они добираются до базы, где должны были находиться генералы, но они находят там только трупы японских солдат. Вскоре к месту подъезжают японские фашисты, глава которых говорит, что генералы у него, в качестве выкупа за них он требует от отряда деньги и даёт им возможность подумать до утра. Участники отряда сначала не понимают о каких деньгах идет речь, но скоро они находят их на базе. Они решают не отдавать деньги и дать японцам отпор, в этом им согласились помочь подоспевшие Са Ми и Эмили.
Утром начался бой, в результате которого весь отряд погиб, живыми остались только Са Ми и Эмили. Неожиданно к месту подъезжает Тан Вэнь вместе с генералами. Он говорит, что инсценировал свою смерть и специально спланировал так, чтобы отряд и японцы перебили друг друга, а он сам забрал бы деньги. После этого Тан Вэнь подстреливает Эмили и начинает бой с Са Ми. После долгой драки Са Ми побеждает, взорвав взрывчатое вещество в здании где находился Тан Вэнь, а сам Са Ми вовремя сбежал из здания, прыгнув в окно.
Всех мертвых членов отряда, а также раненую Эмили, Са Мми сажает в грузовик. Генералы начинают жаловаться, что их не спасли раньше. Са Ми говорит им, что «для него они не генералы, а просто клоуны». С этими словами он уезжает, оставив генералов на месте боя.

## В ролях
| Актёр        | Роль              |
| ------------ | ----------------- |
| Джеки Чан    | Са Ми             |
| Бриджит Линь | Лэй Ли            |
| Адам Чэн     | лидер амазонок    |
| Джимми Ван   | Тан Вэнь          |
| Сюй Булэ     | Стоун             |
| Фан Чжэн     | начальник Стоуна  |
| Сунь Юэ      | Сунь              |
| Чжан Лин     | Эмили             |
| Тао Давэй    | Билли             |
| Ли Кунь      | генерал           |
| Чжан Чун     | генерал           |
| Цзинь Ди     | нацистский офицер |
| Чэнь Хунле   | нацистский офицер |